# Казалечи (Гросето)
Казалечи (итал. Casalecci) је насеље у Италији у округу Гросето, региону Тоскана.
Према процени из 2011. у насељу је живело 494 становника. Насеље се налази на надморској висини од 23 м.